# Ењан
Ењан (фр. Aignan) насеље је и општина у јужној Француској у региону Миди Пирене, у департману Жерс која припада префектури Миранд.
По подацима из 2011. године у општини је живело 760 становника, а густина насељености је износила 23,63 становника/km². Општина се простире на површини од 32,16 km². Налази се на средњој надморској висини од 165 метара (максималној 222 m, а минималној 107 m).

## Демографија
| 1962. | 1968. | 1975. | 1982. | 1990. | 1999. | 2011. |
| ----- | ----- | ----- | ----- | ----- | ----- | ----- |
| 898   | 965   | 932   | 941   | 921   | 842   | 760   |

График промене броја становника у току последњих година